# Hypena varialis
Hypena varialis là một loài bướm đêm trong họ Erebidae.